# Orthocladius charensis
Orthocladius charensis är en tvåvingeart som beskrevs av Soponis 1977. Orthocladius charensis ingår i släktet Orthocladius och familjen fjädermyggor. Inga underarter finns listade i Catalogue of Life.